# Seznam nejbohatších lidí v Česku
Seznamy nejbohatších lidí v Česku pravidelně sestavuje několik subjektů, týdeník Euro, česká pobočka magazínu Forbes nebo ekonomický deník E15. Do seznamů jsou obvykle řazeni i Slováci, jelikož bohatí slovenští podnikatelé často bydlí nebo podnikají v České republice.

## Seznam
Následující seznam uvádí hodnoty také z dalších zdrojů a zařazeni nejsou Slováci, kteří podnikají pouze na Slovensku. 
| Pořadí | Jméno a příjmení            | Majetek dle Eura (2024) | Majetek dle Forbesu ČR a SR (2024) | Majetek dle E15 (2024) | Zdroj bohatství                  | Bydliště               |
| ------ | --------------------------- | ----------------------- | ---------------------------------- | ---------------------- | -------------------------------- | ---------------------- |
| 1.     | Daniel Křetínský            | 390 mld. Kč             | 290 mld. Kč                        | 417,1 mld. Kč          | Energetický a průmyslový holding | Praha                  |
| 2.     | Renáta Kellnerová s rodinou | 350 mld. Kč             | 386 mld. Kč                        | 397,1 mld. Kč          | PPF Group                        | Praha                  |
| 3.     | Patrik Tkáč                 | 260 mld. Kč             | 1,8 mld. eur                       | 170,2 mld. Kč          | J&T Private Equity Group         | -                      |
| 4.     | Karel Komárek ml.           | 170 mld. Kč             | 214,6 mld. Kč                      | 262,5 mld. Kč          | KKCG, Allwyn                     | Verbier                |
| 5.     | Pavel Tykač                 | 145 mld. Kč             | 174 mld. Kč                        | 109,2 mld. Kč          | Sev.en Energy                    | St. Moritz (CH), Praha |
| 6.     | Radovan Vítek               | 132 mld. Kč             | 128,5 mld. Kč                      | 154 mld. Kč            | CPI Group                        | Praha, Cranleigh       |
| 7.     | Andrej Babiš                | 89 mld. Kč              | 79,1 mld. Kč                       | 133,3 mld. Kč          | Agrofert                         | Průhonice              |
| 8.     | Michal Strnad               | 56 mld. Kč              | 101 mld. Kč                        | 103 mld. Kč            | Czechoslovak Group               |                        |
| 9.     | Tomáš Chrenek s rodinou     | 55 mld. Kč              | 47,2 mld. Kč                       | 27,5 mld. Kč           | Moravia Steel, Agel              | Třinec, zámek Koloděje |
| 10.    | Jozef Tkáč                  | 53 mld. Kč              | -                                  | -                      | J&T Finance Group holding        | -                      |
| 11.    | Pavel Baudiš                | 52,5 mld. Kč            | 46,5 mld. Kč                       | 59,7 mld. Kč           | AVAST Software                   | Praha                  |
| 12.    | Jaromír Tesař               | 48 mld. Kč              | 51,3 mld. Kč                       | 35,4 mld. Kč           | Energo-Pro                       |                        |
| 13.    | Ivan Jakabovič              | 44,5 mld. Kč            | 1,16 mld. eur                      | 30,3 mld. Kč           | J&T Finance Group holding        | Praha                  |
| 14.    | Marek Dospiva s rodinou     | 43 mld. Kč              | 40,4 mld. Kč                       | 39,5 mld. Kč           | Penta Investments                | Praha                  |
| 14.    | Valeria Haščáková s rodinou | 43 mld. Kč              | 1,8 mld. eur                       | 38,4 mld. Kč           | Penta Investments                | -                      |
| 16.    | Romuald Kopún               | 39 mld. Kč              | 9,2 mld. Kč                        | 12,0 mld. Kč           | Fio banka                        | Praha                  |
| 16.    | Petr Marsa                  | 39 mld. Kč              | 9 mld. Kč                          | 12,0 mld. Kč           | Fio banka                        | Praha                  |
| 18.    | Aleš Zavoral                | 38 mld. Kč              | 47,3 mld. Kč                       | 65,3 mld. Kč           | Alza.cz                          | Bášť                   |
| 19.    | Petr Otava                  | 36 mld. Kč              | 22,4 mld. Kč                       | 27 mld. Kč             | MTX Group                        | Praha                  |
| 20.    | Ivan Chrenko                | 35 mld. Kč              | 1,4 mld. eur                       | 36,3 mld. Kč           | HB Reavis                        | Bratislava             |
| 21.    | Ivo Lukačovič               | 34 mld. Kč              | 14,8 mld. Kč                       | 35,4 mld. Kč           | Seznam.cz                        | Praha                  |
| 22.    | Eduard Kučera               | 27 mld. Kč              | 33,9 mld. Kč                       | 33,9 mld. Kč           | AVAST Software                   | Praha                  |
| 23.    | Pavel Hubáček               | 24,5 mld. Kč            | 22,1 mld. Kč                       | 22,7 mld. Kč           | Creditas                         | Olomouc                |
| 24.    | René Holeček                | 23 mld. Kč              | 14,4 mld. Kč                       | 19,3 mld. Kč           | Colt CZ Group                    | Praha                  |
| 25.    | Jiří Šmejc                  | 22 mld. Kč              | 27,4 mld. Kč                       | 28,1 mld. Kč           | Emma Capital, Home Credit        | Praha                  |
| 26.    | Mária Blašková s rodinou    | 21,8 mld. Kč            | 380 mil. eur                       | 13,6 mld. Kč           | Moravia Steel                    | Bratislava, Praha      |
| 26.    | Ján Moder s rodinou         | 21,8 mld. Kč            | 390 mil. eur                       | 13,6 mld. Kč           | Moravia Steel                    | Bratislava             |
| 28.    | Evžen Balko s rodinou       | 21,7 mld. Kč            | 400 mil. eur                       | 13,6 mld. Kč           | Moravia Steel                    | Bratislava             |
| 29.    | Zdeněk Cendra               | 19,5 mld. Kč            | 30 mld. Kč                         | 18,1 mld. Kč           | CDN77.com                        |                        |
| 30.    | Tomáš Němec                 | 19,2 mld. Kč            | 16,2 mld. Kč                       | 19,4 mld. Kč           | Consillium                       | Praha                  |
| 31.    | Zdeněk Bakala               | 19 mld. Kč              | 18 mld. Kč                         | 34,3 mld. Kč           | LBM Group                        | USA, Švýcarsko         |
| 32.    | Dušan Kunovský              | 18,8 mld. Kč            | 33,7 mld. Kč                       | 25,9 mld. Kč           | Central Group                    | Praha                  |
| 33.    | Karel Pražák                | 18,5 mld. Kč            | 14,5 mld. Kč                       | 12,8 mld. Kč           | Kaprain Holdings                 |                        |
| 34.    | Pavel Bouška                | 17 mld. Kč              | 10,8 mld. Kč                       | 14,0 mld. Kč           | Vafo Group                       |                        |
| 35.    | Martin Hájek                | 15 mld. Kč              | 21 mld. Kč                         | 15,7 mld. Kč           | Livesport                        |                        |
| 35.    | Gerald Rausnitz             | 15 mld. Kč              | 15,2 mld. Kč                       | 30,4 mld. Kč           | Meopta                           | Praha                  |

V žebříčku dolarových miliardářů časopisu Forbes se v roce 2023 z výše uvedených umístili Renáta Kellnerová s rodinou na 101. místě s 16,5 miliardami USD (asi 377 mld. Kč), Daniel Křetínský na 208. místě s 9,2 mld. USD (asi 210 mld. Kč), Karel Komárek na 256. místě s 8,1 mld. USD (asi 185 mld. Kč), Pavel Tykač na 261. místě s 8 mld. USD (asi 183 mld. Kč), Radovan Vítek na 390. místě s 6,5 mld. USD (asi 149 mld. Kč), Andrej Babiš na 679. místě s 4,1 mld. USD (asi 94 mld. Kč)  a další.